# Brodećke (obwód czerkaski)
Brodećke (ukr. Бродецьке) – wieś na Ukrainie, w obwodzie czerkaskim, w rejonie zwinogródzkim, w hromadzie Katerynopil. W 2001 liczyła 519 mieszkańców, wśród których 512 wskazało jako ojczysty język ukraiński, 6 rosyjski, a 1 białoruski.